# Staffanstorp (đô thị)
Đô thị Staffanstorp (tiếng Thụy Điển: Staffanstorp kommun) là một đô thị ở hạt Skåne của Thụy Điển. Thủ phủ là thị xã Staffanstorp. Dân số thời điểm 31 tháng 12 năm 2000 là 19815 người.